# Вануатско-израильские отношения
Израильско-вануатские отношения — двусторонние международные дипломатические, культурные, экономические и другие отношения между Израилем и Вануату.
В настоящее время почётным консулом Вануату в Израиле является Бени Кобо. Почётное консульство расположено на ул. Даниэль Фриш в Тель-Авиве.

## История
Вануату и Израиль установили дипломатические отношения в 1993 году. В 2011 году бывший глава государства Иолу Аббиль посетил Израиль с официальным визитом, а в 2012 году Израиль посетил премьер-министр Сато Килман. Во время своего визита Килман подписал двустороннее соглашение между двумя государствами с заместителем премьер-министра Израиля и главой МИДа Авигдором Либерманом в Иерусалиме.
В сентябре 2016 года премьер-министр Шарлот Салвай встретился со своим израильским коллегой Нетаньяху во время Генеральной ассамблеи ООН в Нью-Йорке. Стороны обсудили вопросы двустороннего сотрудничества.
В конце мая 2017 года президент Вануату преподобный Балдуин Лонсдейл подписал документ, признающий Иерусалим единой и неделимой столицей Израиля.
Израильский посол в странах Океании Тибор Шалев Шлоссер подписал в июле 2019 года договор с Вануату о программе подготовки для него специалистов по сельскому хозяйству.

### Отношения Вануату с Палестиной
Вануату признала независимость Палестины 21 августа 1989 года. 19 октября 1989 года между двумя странами были установлены дипломатические отношения. Нерезидентный посол Палестины в Вануату работает в Канберре, Австралия.
В 2011 году Вануату стала одной из 15 стран, которая голосовала против желания Палестины стать членом ЮНЕСКО, как часть её большего международного признания. Бывший министр иностранных дел Вануату и бывший секретарь национальной комиссии Вануату по ЮНЕСКО Джо Натуман выразил удивление по позиции занятой правительством его страны, заявив, что это противоречит многолетней поддержке Палестины его правительством. Он поднял этот вопрос на обсуждении в Парламенте Вануату, где премьер-министр Сато Килман заверил его, что не знал о том, что его страна голосует против Палестины в ЮНЕСКО и что он «пересмотрит это решение». По этому случаю Килман прояснил позицию правительства Вануату касательно Палестины, заявив «Вануату всегда будет придерживаться позиции по поддержке прав палестинцев на образование национального государства, но в то же время с существованием Израиля как независимого государства в его безопасных границах».

## Гуманитарная помощь
20 октября 2015 года израильское правительство отправило в Вануату груз гуманитарной помощи через организации МАШАВ и IsraAID. Эта помощь была оказана островному государству после обрушившихся на него погодных ненастий и должна прокормить 2 000 человек в течение одного месяца. Кроме того, также была отправлена делегация IsraAID чтобы помочь гражданам Вануату справиться с последствиями урагана. Принимая груз гуманитарной помощи, генеральный директор министерства изменения климата Джотем Напат поблагодарил израильское правительство и заявил, что его страна поддерживала и будет поддерживать еврейское государство.